# Heath Pearce
Heath Pearce est un joueur international américain de soccer né le 13 aout 1984 à Modesto en Californie. Il évolue au poste d'arrière gauche ou de défenseur central.
Il est le frère de l'actrice Lindsay Pearce.

## Biographie
Le 19 février 2014, Pearce rejoint l'Impact de Montréal pendant son camp de présaison en Floride dans le cadre d'un essai. Il signe avec ce club le 6 mars 2014 soit deux jours avant le premier match de la saison.
Le 10 décembre 2014, Pearce est recruté par le Orlando City SC lors du repêchage d'expansion. Ne parvenant pas à trouver un accord avec Orlando, Pearce signe finalement en Suède fin janvier à l'IFK Göteborg.

## Palmarès
- Avec les  Red Bulls de New York :
  - Vainqueur du MLS Supporters' Shield en 2013
- Avec  l'Impact de Montréal :
  - Vainqueur du Championnat canadien en 2014
- Avec  IFK Göteborg :
  - Vainqueur de la Coupe de Suède en 2015